# Галассо, Майкл
Майкл Джон Галассо (1949 — 9 сентября 2009) — американский композитор, скрипач.

## Музыка к фильмам
Написал музыку к 21 фильму, среди которых: Любовное настроение, Тайное голосование, Чунгкингский экспресс.
В 2009 году награждён премией Сезар за лучшую музыку к фильму Серафина из Санлиса.
1. ↑  Fichier des personnes décédées